# Euphaedra latefasciata
Euphaedra latefasciata är en fjärilsart som beskrevs av Heinrich Neustetter 1916. Euphaedra latefasciata ingår i släktet Euphaedra och familjen praktfjärilar. Inga underarter finns listade i Catalogue of Life.